# Ruská diaspora

Ruská diaspora na mapě světa v absolutních číslech.
Rusko
>1 000 000
>100 000
>10 000
>1 000
údaje chybí

Ruská disapora (rusky Русская диаспора či «русское зарубежье») je souhrnné označení osob ruského původu žijících mimo hranice současné Ruské federace.

## Vymezení pojmu
V závislosti na kontextu může mít termín „ruská diaspora“ úzký, specifický, tak i široký výklad. V některých zemích se pod pojmem Rusové rozumí pouze osoby s ruským občanstvím, ruská diaspora však také může představovat osoby z ruského území. Podle jiných měřítek se za Rusy mohou považovat všechni, kdo hovoří nebo rozumí rusky, bez ohledu na etnický původ.

## Rusové v zahraničí
Ve 2. desetiletí 21. století žije za hranicemi Ruska žije přibližně 20-30 miliónů etnických Rusů či jejich potomků (v závislosti na užitém pojmu „etnická příslušnost“), přičemž většina z nich žije v zemích bývalého Sovětského svazu. Navzdory společenským, ekonomickým a politickým změnám od dob SSSR, činla v roce 2023 ruská diaspora v Lotyšsku a sousedním Estonsku přibližně 22 % místního obyvatelstva, což představuje nejvyšší procento v celosvětovém měřítku.
Největší ruská komunita v zahraničí v absolutních číslech mimo bývalý SSSR se nachází ve Spojených státech a čítá asi 3,1 milionu osob. Další největší ruské diaspory mimo bývalý SSSR žijí ve Spolkové republice Německo a v Izraeli: asi 1,2 milionu lidí v Německu a přibližně 1 milion lidí v Izraeli. Mimo bývalý SSSR existují velké ruské komunity také v Kanadě, Austrálii, Argentině, Brazílii, Mexiku, Spojeném království, Novém Zélandu, Uruguayi – každá čítající kolem několika set tisíc Rusů alespoň částečně ruského původu.
Pokud jde o počet emigrantů v absolutních číslech, podle OSN je Rusko od roku 2020 na 3. místě na světě (10,65 milionu lidí nebo 6,8 % populace) po Indii (17,79 milionů lidí nebo 1,3 % populace) a Mexikem (11,07 milionu lidí nebo 7,9 % populace). Od roku 2021 OSN odhaduje, že v zahraničí žije více než 10 milionů lidí ruského původu, což představuje třetí nejvyšší počet na světě po Indii a Mexiku.

## Rusové podle zemí a regionů
| Světadíl            | Stát                   | Počet osob ruského původu | Počet Rusů       |
| ------------------- | ---------------------- | ------------------------- | ---------------- |
| Austrálie a Oceánie | Austrálie              | 15 354 (2006)             | 67 055 (2006)    |
| Asie                | Abcházie               |                           | 22 077 (2011)    |
| Asie                | Arménie                |                           | 11 911 (2011)    |
| Asie                | Ázerbájdžán            |                           | 71 000 (2019)    |
| Asie                | Čína                   |                           |                  |
| Asie                | Gruzie                 |                           | 26 453 (2014)    |
| Asie                | Indie                  |                           |                  |
| Asie                | Írán                   |                           |                  |
| Asie                | Japonsko               |                           |                  |
| Asie                | Jemen                  | ~ 1 000 (2003)            |                  |
| Asie                | Jižní Korea            |                           |                  |
| Asie                | Kazachstán             | 53 456 (2023)             | 3 000 000 (2024) |
| Asie                | Kyrgyzstán             |                           |                  |
| Asie                | Mongolsko              |                           |                  |
| Asie                | Nepál                  |                           |                  |
| Asie                | Severní Korea          |                           |                  |
| Asie                | Tádžikistán            |                           |                  |
| Asie                | Turkmenistán           |                           |                  |
| Asie                | Turecko                |                           |                  |
| Asie                | Uzbekistán             |                           |                  |
| Amerika             | Argentina              |                           |                  |
| Amerika             | Bolívie                |                           |                  |
| Amerika             | Brazílie               |                           |                  |
| Amerika             | Kanada                 |                           |                  |
| Amerika             | Mexiko                 |                           |                  |
| Amerika             | Spojené státy americké |                           |                  |
| Amerika             | Uruguay                |                           |                  |
| Afrika              | Mosambik               | 250                       |                  |
| Evropa              | Belgie                 |                           |                  |
| Evropa              | Finsko                 |                           |                  |
| Evropa              | Francie                |                           |                  |
| Evropa              | Itálie                 |                           |                  |
| Evropa              | Moldavsko              |                           |                  |
| Evropa              | Německo                |                           |                  |
| Evropa              | Rakousko               |                           |                  |
| Evropa              | Spojené království     |                           |                  |
| Evropa              | Švýcarsko              |                           |                  |
| Evropa              | Baltské státy          |                           |                  |
| Evropa              | Litva                  |                           |                  |
| Evropa              | Lotyšsko               |                           |                  |
| Evropa              | Estonsko               | 83 507 (2024)             | 296 268 (2024)   |
| Evropa              | Slovanské státy        |                           |                  |
| Evropa              | Bělorusko              |                           | 706 992 (2019)   |
| Evropa              | Bulharsko              |                           |                  |
| Evropa              | Bosna a Hercegovina    |                           |                  |
| Evropa              | Česko                  |                           |                  |
| Evropa              | Chorvatsko             |                           |                  |
| Evropa              | Polsko                 |                           |                  |
| Evropa              | Srbsko                 |                           | 11255 (2022)     |
| Evropa              | Ukrajina               |                           |                  |